# Hilario González
Hilario González Iñiguez (* 24. Januar 1920 in Havanna; † 3. Oktober 1999 in Havanna) war ein kubanischer Komponist, Pianist, Musikpädagoge und -wissenschaftler.
González war Klavierschüler von Jascha Fischermann und studierte bei José Ardévol. Sein Studium am Konservatorium von Havanna schloss er 1936 ab. Er schrieb dann Musikkritiken für die Zeitschriften El País, Gaceta del Caribe und El Mundo y Hoy. 1942 gehörte er zu den Gründungsmitgliedern der Grupo Renovación Musical. 1944 erhielt er den Premio Nacional de Música für seine erste Suite nach kubanischen Liedern.
Von 1947 bis 1960 lebte González in Venezuela. Hier setzte er seine Ausbildung bei Vicente Emilio Sojo fort und war Professor für Klavier an der Escuela Preparatoria de Música. Von 1950 bis 1958 war er Leiter des Teatro Nacional Popular und musikalischer Leiter am Teatro Ateneo in Caracas. 1960 nahm er als Chorleiter an den Festlichkeiten zum 150. Jahrestag der Unabhängigkeit Venezuelas in Caracas teil.
Nach seiner Rückkehr nach Kuba arbeitete er in der Abteilung für Radio, Film und Fernsehen der Dirección de Cultura. Von 1961 bis 1965 war er Klavierprofessor am Conservatorio Amadeo Roldán und am Seminario de Música Popular. Für das Instituto Cubano de Amistad con los Pueblos organisierte er verschiedene Kongresse, u. a. einen Kulturkongress in Havanna 1968. Ab 1970 arbeitete er für das Museo Nacional de la Música.
Als Juror wirkte er an Jugendwettbewerben des Instituto Cubano de Radio y Televisión und der Unión Nacional de Escritores y Artistas mit. 1979 erhielt er den ersten Preis für Chormusik bei einem Musikwettbewerb des Kultusministeriums mit der Kantate Los zapaticos de rosa. Für die Musik zu Alejo Carpentiers La aprendiz de bruja erhielt er 1986 den Premio Covarrubias des Schriftsteller- und Künstlerverbandes von Kuba. Schließlich wurde er mit dem Nationalpreis für Kultur ausgezeichnet.
| Personendaten    | Personendaten                                                      |
| ---------------- | ------------------------------------------------------------------ |
| NAME             | González, Hilario                                                  |
| ALTERNATIVNAMEN  | González Iñiguez, Hilario                                          |
| KURZBESCHREIBUNG | kubanischer Komponist, Pianist, Musikwissenschaftler und -pädagoge |
| GEBURTSDATUM     | 24. Januar 1920                                                    |
| GEBURTSORT       | Havanna                                                            |
| STERBEDATUM      | 3. Oktober 1999                                                    |
| STERBEORT        | Havanna                                                            |